# 스패튤러

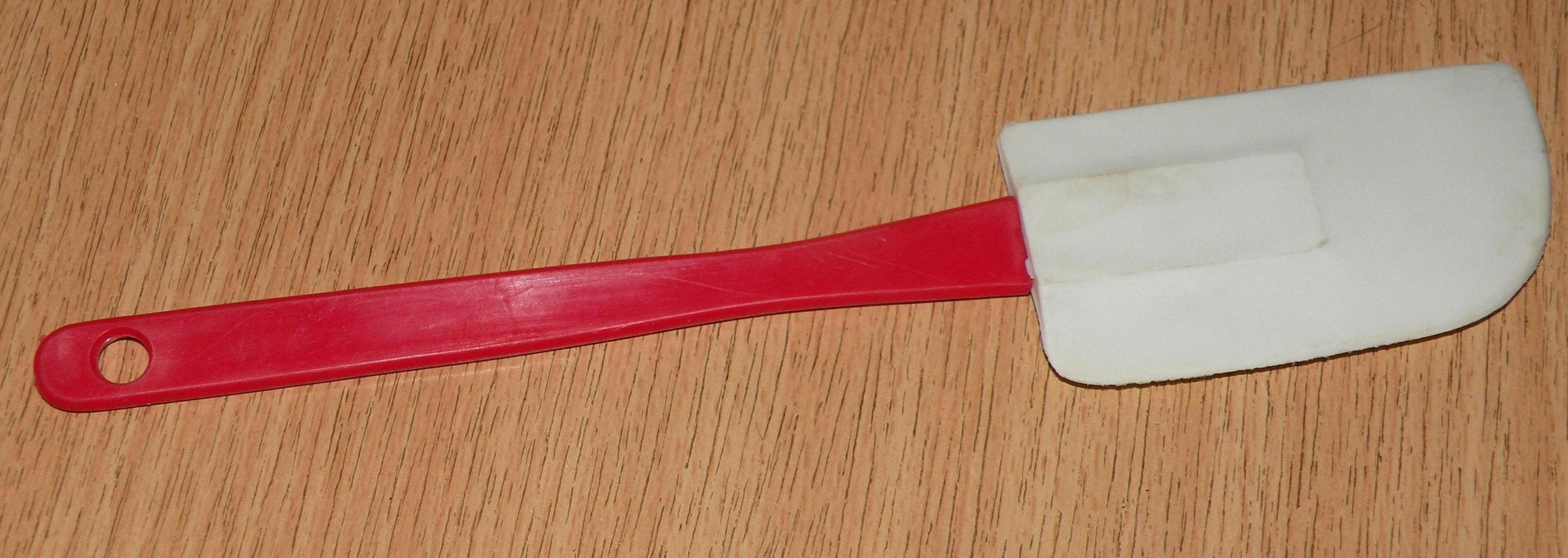
고무 스패튤러의 모습.

스패튤러(영어: spatula)는 넓적한 날에 손잡이가 달린 도구이다.

## 쓰임새

### 미술
정밀 주조를 위한 모형을 만들 때, 왁스를 조각하는 데 쓴다.

### 요리
고무 스패튤러는 반죽이나 퓌레 등의 식자재를 긁어모으거나 섞거나 써는 데 쓰인다. 프로스팅 스패튤러는 아이싱을 펴바르는 데 쓰인다.

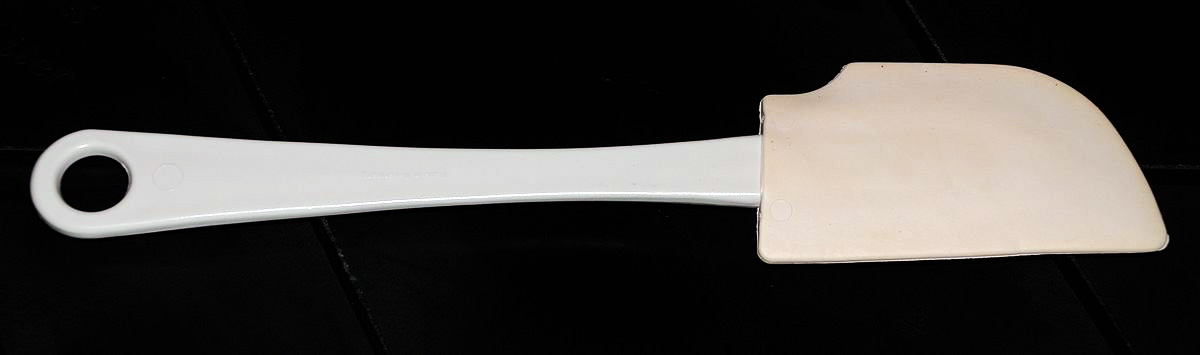
고무 스패튤러
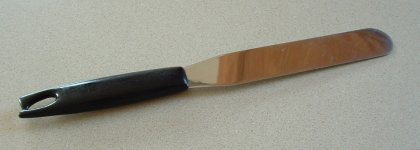
프로스팅 스패튤러

## 같이 보기
- 뒤집개
- 주걱